# EmArcy Records
EmArcy Records est un label discographique américain de jazz. Fondé en 1954 par Mercury Records, il devient ensuite un label européen fusionné à Universal Music. Le catalogue EmArcy est plus tard géré par Island Records.

## Histoire
En 1954, Irving Green et le producteur Bob Shad lancent le label EmArcy comme une filiale de la division américaine de Mercury Records. Créant le nom sur la prononciation phonétique de « MRC », les initiales de Mercury Record Company, leur objectif est d'attirer un panel hétéroclite d'artistes.
EmArcy est une force globale de production pour divers genres de musiques depuis l'électronique, swing, progressive autant que la pop music ou la world music ou le jazz moderne permettant d'être la maison mère de nombreux artistes renommés dans le genre, de Sonny Rollins à Dee Dee Bridgewater, John Scofield et Madeleine Peyroux,.
C'est également sous ce label que Universal publie la collection de musiques de films Écoutez le cinéma ! dirigée par Stéphane Lerouge.